# 캣츠아이 (음악 그룹)
캣츠아이는 2023년에 결성된 하이브 유니버설 소속 6인조 글로벌 K-pop 걸 그룹으로, 미국을 중심으로 활동한다.

## 방송
- The Debut: Dream Academy (2023)

## 음반
- Debut (2024)
- Touch (2024)
- Gnarly (2025)